# Efecto rebote

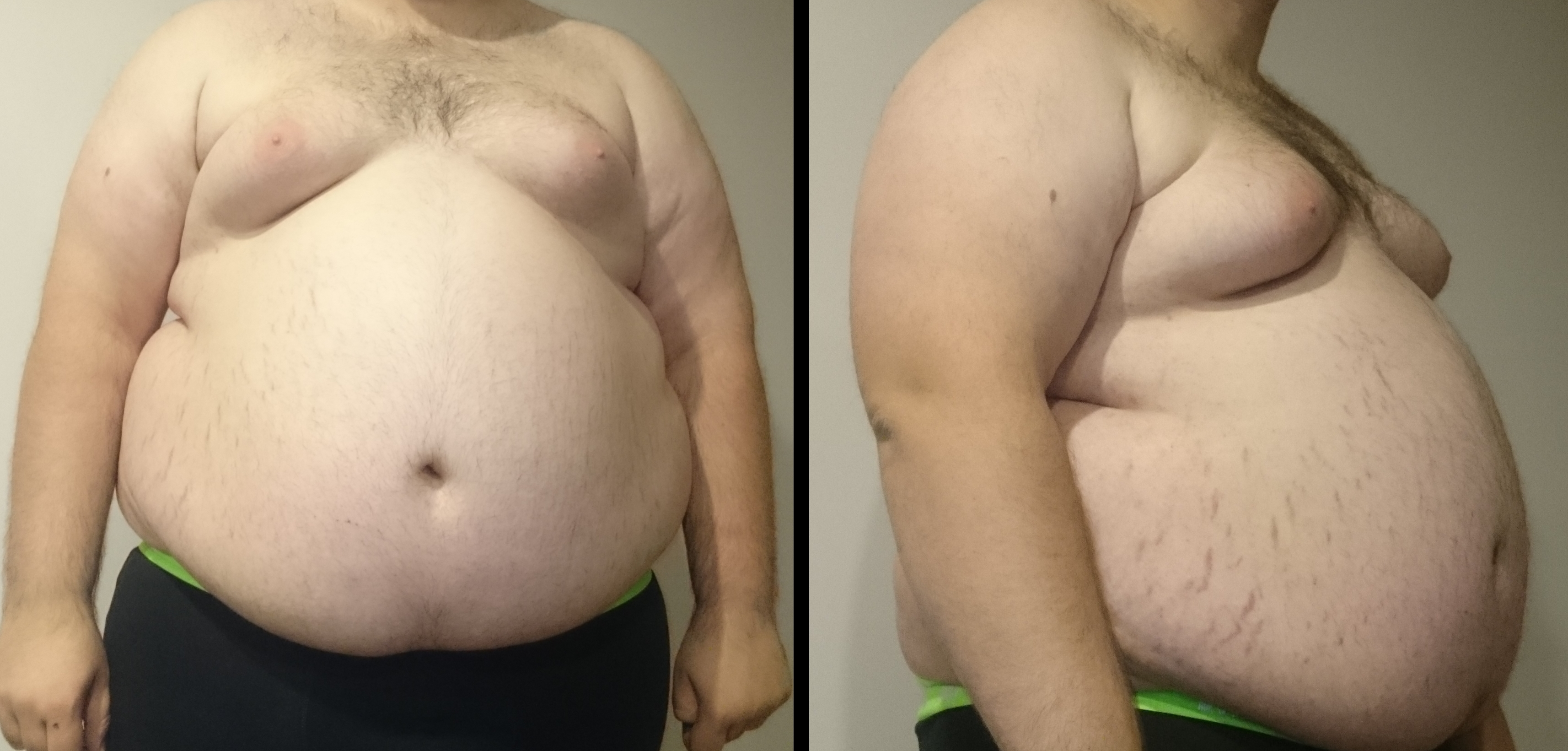
El efecto rebote puede aparecer tras dejar un medicamento contra la obesidad.

Se conoce como efecto rebote, efecto yo-yo o simplemente rebote a la reacción inversa, adversa, indeseada o secundaria producida por un organismo al retirar estímulos de diversa índole.
Se relaciona frecuentemente con el aumento rápido de peso que sucede tras retirar una dieta hipocalórica. También se relaciona con las propiedades adictivas de ciertas sustancias psicotrópicas o los efectos secundarios indeseados a diversos fármacos, medicamentos y sustancias químicas (por ejemplo los anabolizantes).